# 이장희 (시인)
이장희(李章熙, 1900년 1월 1일 ~ 1929년 11월 3일)는 일제강점기의 시인, 번역문학가이다. 본관은 인천(仁川)이고 호는 고월(古月)이다.

## 생애
1900년 경상북도 대구 중구에서 아버지 이병학의 11남 8녀 중 삼남으로 태어났다. 아버지는 대구의 부호이며 조선총독부 중추원 참의를 지낸 이병학이며, 어머니는 박금련이다. 다섯 살때, 어머니를 잃고 이후 계모 밑에서 크며 아버지와 불화했다. 아버지 이병학은 두 번째 부인과 5남 6녀를 두었고, 이장희가 죽기 5년 전에 세 번째 결혼을 하였으며 그 외에 측실도 1명을 거느렸다. 이장희 자결 당시 형제는 모두 10남 8녀로 매우 복잡한 가계였다. 경상북도 대구보통학교를 거쳐 일본 교토 중학교를 졸업하였다. 교우관계는 양주동, 유엽, 김영진, 오상순, 백기만, 이상화, 현진건 등 극히 제한되어 있었다. 부친이 중추원 참의로서 일본인들과의 교제가 빈번하여 아들 이장희 시인에게 중간 통역을 맡기려 했으나, 이장희 시인은 한 번도 복종하지 않았고, 총독부 관리로 취직하라는 지시도 거역하여 부친은 이장희 시인을 버린 자식으로 아주 단념하였다 한다. 그래서 극도로 빈궁한 삶을 벗어나지 못하였다. 1929년 11월 3일 대구 자택에서 음독 자살하였다.

## 가족 관계
- 아버지: 이병학(李柄學, 1866년 10월 17일 ~ 1942년 11월 9일)

## 인간 관계

### 같은대구출신의 동향 교우(同鄕 交友)
- 소설가 현진건(玄鎭健, 1900년 8월 9일 출생 ~ 1943년 4월 25일 사망. 아호는 빙허(憑虛). 언론인으로도 활동하였다.)
- 시인 이상화(李相和, 1901년 5월 9일 출생 ~ 1943년 4월 25일 사망. 아호는 상화(尙火, 想華), 무량(無量), 백아(白啞). 소설가, 수필가, 번역문학가, 문학평론가로도 활동하였다.)
- 시인 백기만(白基萬, 1902년 5월 12일 출생 ~ 1967년 8월 7일 사망. 아호는 목우(牧牛). 문학평론가로도 활동하였다.)

## 학력
- 경상북도 대구 대남보통학교 수료
- 경상북도 대구보통학교 졸업
- 일본 교토 중학교 졸업

## 작품 활동
1924년 《금성》 3월호에 〈실바람 지나간 뒤〉, 〈새한마리〉, 〈불놀이〉, 〈무대〉, 〈봄은 고양이로다〉 등 5편의 시 작품과 톨스토이 원작의 번역소설 〈장구한 귀양〉을 발표하면서 등단했다. 이후 《신민》,《생장》,《여명》,《신여성》,《조선문단》등 잡지에 〈동경〉, 〈석양구〉, 〈청천의 유방〉, 〈하일소경〉,〈봄철의 바다〉등 30여 편의 작품을 발표하였다. 요절하였기에 생전에 출간된 시집은 없으며, 사후 1951년 백기만이 6.25 한국전쟁중 청구출판사에서 펴낸 《상화와 고월》에 시 11편만 실려 전해지다가 제해만 편 《이장희전집》(문장사, 1982)과 김재홍 편 《이장희전집평전》(문학세계사, 1983)등 두 권의 전집에 유작이 모두 실렸다.

## 평가
시인 생존시에 이루어진 평으로는 박종화와 이상화의 것이 있다. 박종화는 《조선문단》 1925년 10월호 〈9월의 시단〉에서 《여명》에 실린 이장희의 시〈청천의 유방〉과 〈비오는 날〉을 평가하면서 〈청천의 유방〉은 "기괴를 쓰랴는 마음, 상징을 위한 상징시라는 것을 나는 말할 뿐이다. 이외에는 아무것도 없다."하고 말했으며, 〈비오는 날〉은 "작자에 착각적 정서로부터 나온 작품이다. 다만 한 때에 마취된 감흥의 씌운 붓장난이라 할 것이다."하고 혹평했다. 반면, 이장희와 동향 친구였던 이상화는 같은 해, 《개벽》 6월호에서 이장희의 시 〈고양의의 꿈〉과 〈겨울밤〉을 이채 있는 시라고 하면서, 이상화를 정관(靜觀)시인이라고 고평하였다. 다만 생명에서 발현된 열광이 없음을 덧붙였다.
조연현은 1920년대 시단의 낭만주의적 풍조의 전개를 다루면서 감각적인 예민성은 거의 이장희의 독자적인 특성으로서 이 무렵의 감각적인 경향을 대표하는 유일한 시인이라고 평가했다.
정우택은 비속한 현실에 맞서 절대 자유, 절대 자아의 순전함을 추구했던 이장희의 삶은 곧 그의 시라면서 그의 미적 태도를 '미적 근대성의 자기 파괴적인 양상'으로 명명하였다. 또, 한국 근대문학사에서 이장희는 근대적 주체의 자율성을 옹호하기 위해 예술의 자율성과 미적 근대성을 절대적인 지점까지 추구했던 시인으로 기록되어야 한다고 했다.